# Gannibal (Fernsehserie)
Gannibal (Originaltitel: ガンニバル) ist eine japanische Horrorserie, basierend auf der gleichnamigen Mangareihe von Masaaki Ninomiya. Die Uraufführung der ersten beiden Episoden der Serie fand im Rahmen des 35th Tokyo International Film Festival am 1. November 2022 in der Sektion TIFF Series statt. Die reguläre Veröffentlichung der Serie erfolgte am 28. Dezember 2022 als Original durch Disney+ via Star. Im deutschsprachigen Raum fand die Erstveröffentlichung der Serie am selben Tag durch Disney+ via Star statt.

## Handlung
Der Polizeibeamte Daigo Agawa wird nach einem Zwischenfall, den er zu verantworten hat, in das Bergdorf Kuge versetzt, nachdem sein Vorgänger auf mysteriöse Weise verschwunden ist. Als er mit seiner Frau Yūki und seiner Tochter Mashiro in dem Dorf ankommt, scheint es zunächst der perfekte Ort zu sein, um nach den Torturen der jüngsten Vergangenheit Ruhe zu finden. Die Einwohner des Dorfes leben von der Forstwirtschaft und verkaufen Erzeugnisse wie Zypressenholz. Verantwortlich für den Anbau und Vertrieb ist die Familie Gotō, der ein großer Teil des Dorfes gehört. Eines Tages wird die Leiche einer alten Frau auf dem Berg gefunden. Nach Schilderung der Familie Gotō wurde sie von einem Bären angegriffen, doch Daigo entdeckt menschliche Bisswunden an ihrem Arm. Er begibt sich auf die Suche nach der Wahrheit. Schnell wird ihm klar, dass in diesem Dorf nichts so ist, wie es scheint.

## Besetzung und Synchronisation
Die deutschsprachige Synchronisation entstand nach den Dialogbüchern von Eduard Monostori Erreth und Katharina Trachte sowie unter der Dialogregie von Werner Böhnke durch die Synchronfirma Iyuno Germany in Berlin.
| Rolle                      | Schauspieler      | Synchronsprecher                                        |
| -------------------------- | ----------------- | ------------------------------------------------------- |
| Daigo Agawa                | Yūya Yagira       | Paul-Lino Krenz                                         |
| Mashiro Agawa              | Kokone Shimizu    | Alma van Cauwelaert                                     |
| Yūki Agawa                 | Riho Yoshioka     | Lisa May-Mitsching                                      |
| Ai Gotō                    | Aoba Kawai        | Daniela Hoffmann                                        |
| Ai Gotō (jung)             | Chiho Fujii       | Julia Bautz                                             |
| Eiji Gotō                  | Riku Okabe        | Melina Witez                                            |
| Gin Gotō                   | Mitsuko Baishō    | Harriet Kracht                                          |
| Gin Gotō (jung)            | Yuri Tsunematsu   | Sarah Alles                                             |
| Iwao Gotō                  | Mitsuo Yoshihara  | David Brizzi                                            |
| Katsuyoshi Gotō            | Yūki Okita        | Phillip Sponbiel                                        |
| Keisuke Gotō               | Shō Kasamatsu     | Oscar Räuker                                            |
| Keisuke Gotō (jung)        | Akira Takeuchi    | David Kunze                                             |
| Kiku Gotō                  | Chie Kuriyama     | Carmen Katt                                             |
| Kinji Gotō                 | Kōsuke Toyohara   | Sebastian Christoph Jacob                               |
| Kiyoshi Gotō               | Seiji Rokkaku     | Werner Böhnke                                           |
| Kiyoshi Gotō (jung)        | Takurō Kamikawa   | Vincent Borko                                           |
| Kurenai Gotō               | Rila Fukushima    | Peggy-Sue Emmler                                        |
| Kuroe Gotō                 | Nairu Yamamoto    | Milena Rybiczka                                         |
| Makoto Gotō                | Takato Yonemoto   | Felix Isenbügel                                         |
| Michigorō Gotō             | Tomoki Kimura     | Patrick Giese                                           |
| Mutsuo Gotō                | Yoshi Sakō        | Jörg Pintsch                                            |
| Naoya Gotō                 | Ryūbun Sumori     | Peter Sura                                              |
| Reo Gotō                   | Jin Dae-yeon      | Asad Schwarz                                            |
| Ryūji Gotō                 | Yūtarō Nakamura   | Nando Schmitz                                           |
| Sadamu Gotō                | Ayumu Nakajima    | Konrad Bösherz                                          |
| Taichi Gotō                | Hirota Ōtsuka     | Constantin von Jascheroff                               |
| Yone Gotō                  | Motoko Nakano     | Silke Matthias                                          |
| Yōsuke Gotō                | Rairu Sugita      | Sebastian Kluckert                                      |
| Sumire Kano                | Kana Kita         | Laura Oettel                                            |
| Osamu Kano                 | Toshihiro Yashiba | Thomas Schmuckert                                       |
| Kunitoshi Nishimura        | Takato Nagata     | Sam Bauer                                               |
| Jin Ueda                   | Yūya Matsuura     | Boris Tessmann                                          |
| Michiyo Aihara             | Umi Umiguchi      | Anja Nestler                                            |
| Tomoki Aihara              | Toshimine Kido    | Moritz Ost (Staffel 1) Anwen Ortiz (Staffel 2)          |
| Yūsuke Aihara              | Nao Okabe         | Michael Noack                                           |
| Munechika Kamiyama         | Shunsuke Tanaka   | Henning Nöhren                                          |
| Nobuko Kimura              | Mayumi Sakura     | Christina Wöllner                                       |
| Toki Kijima                | Yōko Yano         | Nina Herting                                            |
| Kanako Yamaguchi           | Rio Yamashita     | Nadine Heidenreich                                      |
| Sabu Yamaguchi             | Baijaku Nakamura  | Michael Pan                                             |
| Takeshi Yamafushi          | Hajime Inoue      | Nic Romm                                                |
| Kōhei Takayanagi           | Kū Ijima          | Alex Friedland                                          |
| Tsubasa Konno              | Yūgo Mikawa       | Lucas Wecker                                            |
| Kyōsuke Terayama           | Mahiro Takasugi   | Fabian Kluckert                                         |
| Yoshimune Kamiyama         | Ryūshin Tei       | Jan Makino                                              |
| Yukiko Matsumoto           | Reina Nakamura    | Christin Marquitan                                      |
| Gō Kanemaru                | Masaaki Akahori   | Christian Holdt                                         |
| Keita Aragaki              | Daisuke Matsunaga | Manuel Elsherif (Staffel 1) Daniel Kröhnert (Staffel 2) |
| Shinji Kikuta              | Tatsuya Shirato   | Artur Weimann                                           |
| Kei Sendō                  | Misa Wada         | Marion Musiol                                           |
| Susumu Shiina              | Akinori Andō      | Oliver Betke                                            |
| Masamune Kamiyama          | Isao Hashizume    | Uli Krohm                                               |
| Masamune Kamiyama (jung)   | Yūki Kura         | Sebastian Fitzner                                       |
| Takeru Kawaguchi           | Ryō Iwase         | Bernd Egger                                             |
| Kuniko Kawaguchi           | Tomoko Takama     | Judith Steinhäuser                                      |
| Mitsuru Yachiyo            | Akira Ōtaka       | Frank Muth                                              |
| Akiko                      | Saki Tanaka       | Diana Borgwardt                                         |
| Kimiyasu                   | Denwa Yoshida     | Lasse Dreyer                                            |
| Dr. Nakamura               | Shigemitsu Ogi    | Rainer Fritzsche                                        |
| Sayama                     | Taketo Tanaka     | Oliver Szerkus                                          |
| Shige                      | Woderu Ibaraki    | Michael Gugel                                           |
| Shōhachi                   | Shingo Ippongi    | Bernhard Völger                                         |
| Utada                      | Satoshi Nikaidō   | Tobias Nath                                             |
| Polizist Yamamoto          | Akihiro Yamamoto  | Rafael Albert                                           |
| Polizist Seki              | Kōji Seki         | Tom Sielemann                                           |
| Stationsleiter             | Gō Rijū           | Erich Räuker                                            |
| Vater von Takeru Kawaguchi | Taijirō Tamura    | Viktor Neumann                                          |

## Episodenliste

### Staffel 1
| Nr. (ges.) | Nr. (St.) | Deutscher Titel | Originaltitel | Erstveröffentlichung (Japan) | Deutschsprachige Erstveröffentlichung (D/A/CH) |
| ---------- | --------- | --------------- | ------------- | ---------------------------- | ---------------------------------------------- |
| 1          | 1         | Eine Blumengabe | 供花          | 28. Dez. 2022                | 28. Dez. 2022                                  |
| 2          | 2         | Angriff         | 襲撃          | 28. Dez. 2022                | 28. Dez. 2022                                  |
| 3          | 3         | Tödliche Kugel  | 凶弾          | 4. Jan. 2023                 | 4. Jan. 2023                                   |
| 4          | 4         | Sichtlinie      | 視線          | 11. Jan. 2023                | 11. Jan. 2023                                  |
| 5          | 5         | Spur            | 痕跡          | 18. Jan. 2023                | 18. Jan. 2023                                  |
| 6          | 6         | Vorahnung       | 予感          | 25. Jan. 2023                | 25. Jan. 2023                                  |
| 7          | 7         | Versprechen     | 約束          | 1. Feb. 2023                 | 1. Feb. 2023                                   |

### Staffel 2
| Nr. (ges.) | Nr. (St.) | Deutscher Titel | Originaltitel | Erstveröffentlichung (Japan) | Deutschsprachige Erstveröffentlichung (D/A/CH) |
| ---------- | --------- | --------------- | ------------- | ---------------------------- | ---------------------------------------------- |
| 8          | 1         | Verrat          | 内通          | 19. März 2025                | 19. März 2025                                  |
| 9          | 2         | Krieg           | 交戦          | 19. März 2025                | 19. März 2025                                  |
| 10         | 3         | Erwachen        | 覚醒          | 26. März 2025                | 26. März 2025                                  |
| 11         | 4         | Chaos           | 混沌          | 26. März 2025                | 26. März 2025                                  |
| 12         | 5         | Rückblick       | 追憶          | 2. Apr. 2025                 | 2. Apr. 2025                                   |
| 13         | 6         | Aufstand        | 一揆          | 9. Apr. 2025                 | 9. Apr. 2025                                   |
| 14         | 7         | Fluch           | 呪縛          | 16. Apr. 2025                | 16. Apr. 2025                                  |
| 15         | 8         | Niederfall      | 終焉          | 23. Apr. 2025                | 23. Apr. 2025                                  |